# Hans Neuner (Koch)
Hans Neuner (* 17. April 1976 in Leutasch) ist ein österreichischer Koch und Gastronom.

## Leben und Wirken
Neuner stammt aus einer Wirtshausfamilie in Leutasch und begann im Alter von 15 Jahren eine Kochausbildung im Gourmetrestaurant des Steigenberger Hotels Alpenkönig. 1994 wechselte er ins Schweizer Hotel Carlton in St. Moritz. Anschließend war er, nach kurzer Zwischenstation in London, Chef de Partie im The Fairmont Southampton Princess auf den Bahamas, später in selbiger Position auf dem Schiff Crystal Symphony. Von 1999 bis 2004 war er im Hotel Adlon in Berlin an der Seite seines Mentors Karlheinz Hauser tätig, ab 2004 war er Küchenchef im Seven Seas im Hotel Süllberg in Hamburg. Ursprünglich plante Neuner, eines Tages in seinen Heimatort zurückzukehren, um das elterliche Wirtshaus zu übernehmen. Doch als sein Vater einen Schlaganfall erlitt, übernahm sein älterer Bruder Marco, der als Koch im renommierten Steirereck in Wien näher an der Heimat war, die Leitung des Familienbetriebs.
Seit 2007 ist er im Restaurant Ocean im portugiesischen Porches als Küchenchef tätig. Das Restaurant bekam 2009 vom Guide Michelin den ersten Stern verliehen, und Neuner wurde zu Portugals Koch des Jahres gekürt. Im November 2011 erhielt das Ocean den zweiten Michelin-Stern.
Neuner gilt als einer der herausragendsten Vertreter seiner Zunft in Portugal.

## TV-Auftritte
In der zweiten Folge der zweiten Staffel der VOX-Kochshow Kitchen Impossible war Neuner als Gegner von Tim Mälzer zu sehen und gewann gegen diesen.
Im Oktober 2017 war er Gastjuror in der dritten Folge der fünften Staffel The Taste. Im April 2018 war er in einer Folge von Grill den Profi als Coach der prominenten Teilnehmer zu sehen, zudem in einer Folge Knife Fight Club. Im April 2022 war er Originalkoch der durch Max Strohe für Tim Mälzer und Tim Raue in der zweiten so genannten Best-Friends-Edition in der 7. Staffel von Kitchen Impossible gestellten Aufgabe. Ein Jahr später war er selbst Teilnehmer der dritten ebensolchen in Staffel 8 an Seiten Mälzers und Raues und trat im Team mit Raue in der Weihnachts-Edition 2023 gegen Mälzer und Johann Lafer an und ging siegreich aus dem Duell hervor.